# Viktorín Ignác Brixi
Viktorín Ignác Brixi (* 26. Juni 1716 in Pilsen; † 30. März 1803 in Poděbrady) war ein böhmischer Komponist, Pianist und Organist.

## Leben
Viktorín Ignác Brixi entstammt der bekannten nordböhmischen Musikerfamilie Brixi. Sein Vater Václav Brixi war ein angesehener Pilsner Kaufmann und Kantor. Viktorín Ignác Brixi wurde in Pilsen geboren, ab seinem siebten Lebensjahr lebte die Familie in Skalsko nahe Mladá Boleslav, dem Geburtsort des Vaters. Seine erste musikalische Ausbildung erhielt er bei seinem Onkel, dem Pfarrer Viktorín Zádolský in Skalsko, und das Orgelspiel erlernte er bei Josef Hojer, einem Organisten und Lehrer im nahegelegenen Čelákovice.
Nach einem kurzen Aufenthalt im Augustinerkloster in Stará Voda besuchte er von 1731 bis 1737 das Piaristengymnasium in Kosmonosy, wo er 1731 mit dem bemerkenswerten Eintrag In musica et literis pari passu ambulat („Musik und Schreiben gehen bei ihm Hand in Hand“) registriert wurde. In dieser musikalisch aktiven Institution nahm er intensiv am Musikleben teil, komponierte Werke für Schulaufführungen und trat selbst als Sänger und Schauspieler auf. Im Jahr 1737 legte er dort sein Abitur ab. Nach seinem Schulabschluss unterrichtete er zunächst für kurze Zeit Klavier in Liberec. Noch im Jahr 1737 wurde er Hilfskantor und Lehrer an der Schule in Poděbrady, später übernahm er die Stelle des Organisten und Regens chori an der dortigen Kreuzauffindungskirche.
Viktorín Ignác Brixi war ein begabter Pianist, Organist und Komponist, dessen musikalische Fähigkeiten schon zu Lebzeiten hoch geschätzt wurden. Das zeigte sich zum Beispiel, als Kaiser Franz I. Stephan, Gemahl Maria Theresias, ihn in Poděbrady spielen hörte und ihm eine Stelle als Hofmusiker in Wien anbot. Brixi lehnte jedoch ab und entschied sich, in seiner Heimat zu bleiben. Auch ein ähnliches Angebot seines Cousins, des Violinvirtuosen und Komponisten Franz Benda, der ihn in die königliche Kapelle des preußischen Königs Friedrich II. einladen wollte, lehnte er ab. Brixi blieb bis zu seinem Tod in Poděbrady, dort starb er im Alter von 86 Jahren.

## Werke
Viktorín Ignác Brixi widmete sich hauptsächlich der Kirchenmusik und schrieb Messen und Oratorien, sowie kleinere liturgische Kompositionen wie Vertonungen von Litaneien und Vespern. Außerdem schrieb er mehrere Werke für Cembalo und Klavier, darunter auch Klaviersonaten. Von seinem umfangreichen musikalischen Schaffen ist nur ein Bruchteil erhalten geblieben, seine Werke sind heute nahezu unbekannt. Vollständig erhalten sind beispielsweise ein Sepolkro (Begräbnismusik) über die Passion Christi mit dem Titel Jephta (1769) sowie mehrere Kirchenkompositionen, darunter eine vierstimmige Kantate, einige Offertorien und die Missa pastoralis in D, sowie eine Sopranarie.
Sein Stil ist charakteristisch für die Kompositionen, die böhmische Kantoren und Organisten im 18. Jahrhundert für Dorfchöre schufen. Ähnlich wie die Werke seines weitaus bekannteren Verwandten František Xaver Brixi haben sie ihre Wurzeln im neapolitanischen Stil, sind aber im Vergleich einfacher und weniger anspruchsvoll. Besonders in seiner Weihnachtsmusik finden sich Anklänge an volkstümliche Melodien. 